# Marginisporum
Marginisporum (Yendo) Ganesan, 1968  é o nome botânico  de um gênero de algas vermelhas pluricelulares da família Corallinaceae, subfamília Corallinoideae.
- Algas marinhas muito comuns no Japão e Coreia.

## Espécies
Apresenta 3 espécies taxonomicamente válidas:
- Marginisporum aberrans (Yendo) Johanson & Chihara, 1969
- Marginisporum crassissima (Yendo) Ganesan, 1968
- Marginisporum declinata (Yendo) Ganesan, 1968